# Vrhovje
Vrhovje je naselje v Občini Cerklje na Gorenjskem.